# Naike Rivelli
Naike Rivelli (Monaco di Baviera, 10 ottobre 1974) è un'attrice e cantante italiana. Nel mercato discografico è stata conosciuta con il nome d’arte di Nayked.

## Biografia
Figlia dell'attrice Ornella Muti, al secolo Francesca Romana Rivelli, e di un uomo rimasto sconosciuto, ha adottato il cognome materno.
Dopo avere debuttato a soli otto anni con una breve parte nel film Bonnie e Clyde all'italiana di Steno (1983), accanto alla madre Ornella Muti, ha intrapreso la carriera cinematografica all'età di sedici anni, nel 1990, quando viene scelta da Ettore Scola per recitare ne Il viaggio di Capitan Fracassa. Ha in seguito recitato con piccoli ruoli in produzioni italiane e internazionali, tra cui South Kensington di Carlo Vanzina, Casanova di Lasse Hallström, Open Graves di Álvaro de Armiñán e Benvenuti al Sud di Luca Miniero.
In ambito televisivo, nel 1999 ha condotto Paperissima Sprint. Ha recitato nelle miniserie televisive Il conte di Montecristo e Jesus Video - L'enigma del Santo Sepolcro. Nel 2005 ha partecipato come concorrente al reality show di Rai 1 Il ristorante. Nel 2010 Naike Rivelli ha inoltre esordito come cantante pop, sotto lo pseudonimo Nayked, con il singolo I Like Men. L'anno seguente è uscito il suo primo album, Metamorphose Me. Nel 2015 ha partecipato come concorrente, in coppia col fratellastro Andrea Fachinetti, alla quarta edizione del reality show Pechino Express, in onda su Rai 2.

## Vita privata
Per molti anni è stata convinta che il produttore cinematografico spagnolo José Luis Bermúdez de Castro fosse suo padre, ma in seguito a un test del DNA richiesto dall'uomo i due hanno scoperto di non avere legami di parentela; in seguito sia Muti sia la figlia hanno dichiarato di non conoscere l'identità del padre di Naike. È inoltre nipote dell'attrice Claudia Rivelli.
Nel 1996 è diventata madre di Akash, frutto di una breve relazione. Nel 2002 ha sposato l'attore tedesco Manou Lubowski; il matrimonio è durato appena nove mesi e, dopo la separazione, è sopraggiunto il divorzio nel 2008. Riguardo al suo orientamento sessuale, all'inizio degli anni 2010 ha rivelato la propria bisessualità.

## Filmografia

### Cinema
- Bonnie e Clyde all'italiana, regia di Steno (1983)
- Il viaggio di Capitan Fracassa, regia di Ettore Scola (1990)
- The Unscarred, regia di Buddy Giovinazzo (2000)
- Film, regia di Laura Belli (2000)
- South Kensington, regia di Carlo Vanzina (2001)
- Casanova, regia di Lasse Hallström (2005)
- DeKronos - Il demone del tempo, regia di Rachel Bryceson Griffiths (2005)
- Soli al fronte, regia di Giorgio Bruno (2008)
- Open Graves, regia di Álvaro de Armiñán (2009)
- Benvenuti al Sud, regia di Luca Miniero (2010)
- Una notte da paura, regia di Claudio Fragasso (2011)
- Il regista del mondo, regia di Carlo Fumo – cortometraggio (2011)
- The Last Book - L'ultimo libro, regia di Giulio Tarantino (2012)
- Mamma non vuole, regia di Antonio Pisu – cortometraggio (2016)
- Dove non ho mai abitato, regia di Paolo Franchi (2017)

### Televisione
- Il conte di Montecristo (Le Comte de Monte Cristo), regia di Josée Dayan – miniserie TV (1998)
- Angelo nero, regia di Roberto Rocco – miniserie TV (1998)
- Antonia - Tra amore e potere (Antonia - Zwischen Liebe und Macht), regia di Jörg Grünler – miniserie TV (2001)
- Jesus Video - L'enigma del Santo Sepolcro (Das Jesus Video), regia di Sebastian Niemann – miniserie TV (2002)

## Programmi TV
- Paperissima Sprint (1999)
- Il ristorante (2005)
- Serata per voi (2012)
- Pechino Express (2015)

## Videoclip
- Libera, di Renato Zero (2001)
- Il viaggio, degli Archinuè (2010)
- Celine in Jerusalem, di Rome (2016)

## Discografia

### Album
- 2011 – Metamorphose Me

### Singoli
- 2010 – I Like Men
- 2011 – N-Zoid
- 2011 – N-Zoid (Marco Casale Rmx)
- 2013 – Queen of The Dancefloor (Alexandra Damiani Original Mix) Alexandra Damiani, Axer, Nayked feat. Ornella Muti
- 2014 – Defaillance

### Videografia
- 2010 – I Like Men
- 2013 – Queen of The Dancefloor
- 2014 – Defaillance